# Анаис Бескон
Анаис Бескон (фр. Anaïs Bescond; Оне сир Одон, 15. мај 1987) француска је биатлонка.
На Олимпијским играма дебитује у Сочију 2014. У сринту и појединачној трци заузела је пета места, у масовном старту десето, у потери дванаесто, а у мешовитој штафети шесто. На Олимпијским играма у Пјонгчангу 2018. у потери је дошла до бронзане медаље, са мешовитом штафетом освојила је злато, а са женском бронзу. У спринту је била деветнаеста.
Са Светских првенстава има седам медаља, једну појединачну и шест у штафетама, злато у мешовитој штафети 2016, сребро у појединачној трци исте године, и четири сребра у женским штафетама 2011, 2012, 2015. и 2016.